# Chirianca
Chirianca è un comune della Moldavia situato nel distretto di Strășeni di 1.203 abitanti al censimento del 2004.